# 新中道右派
新中道右派（しんちゅうどううは、イタリア語: Nuovo Centrodestra, NCD）は、かつて存在していたイタリアの政党である。

## 概要
シルヴィオ・ベルルスコーニ率いる中道右派政党「自由の人民」の書記長であったアンジェリーノ・アルファノを中心とした反ベルルスコーニ派による院内会派を前身とする。自由の人民解散後のフォルツァ・イタリア再結成にアルファノらは参画せず、NCDを政党化した。以降、対ポピュリズムの左右大連立に参加を続け、レッタ内閣、レンツィ内閣、ジェンティローニ内閣に与党として参加した。
議会内ではイタリア中道連合と院内会派「人民エリア 」（Area Popolare, AP）を構成していた。
2017年3月18日、所属する政治家の離脱や新規参加などで結党時の路線と異なり始めた事もあり、NCDは新たに人民の選択肢（Alternativa Popolare, AP）へ再編された。